# Gewone kameleon
De gewone kameleon of mediterrane kameleon (Chamaeleo chamaeleon) is een hagedis uit de familie kameleons (Chamaeleonidae). Het is de enige vertegenwoordiger van deze hagedissen die van nature ook in Europa voorkomt; de in Griekenland voorkomende Afrikaanse kameleon (Chamaeleo africanus) is daar door de mens geïntroduceerd.

## Naam en indeling
De soort werd voor het eerst wetenschappelijk beschreven door Carl Linnaeus in 1758. Oorspronkelijk werd de wetenschappelijke naam Lacerta chamaeleon gebruikt en later werd de naam Chamaeleo vulgaris gebruikt.

### Ondersoorten
De soort wordt verdeeld in vier ondersoorten die onderstaand zijn weergegeven, met de auteur en het verspreidingsgebied.
| Naam                             | Auteur             | Verspreidingsgebied    |
| -------------------------------- | ------------------ | ---------------------- |
| Chamaeleo chamaeleon             | Linnaeus, 1758     | De rest van het areaal |
| Chamaeleo chamaeleon musae       | Steindachner, 1900 | Egypte                 |
| Chamaeleo chamaeleon orientalis  | Parker, 1938       | Jemen, Saoedi-Arabië   |
| Chamaeleo chamaeleon recticrista | Boettger, 1880     | Jordanië               |

## Uiterlijke kenmerken

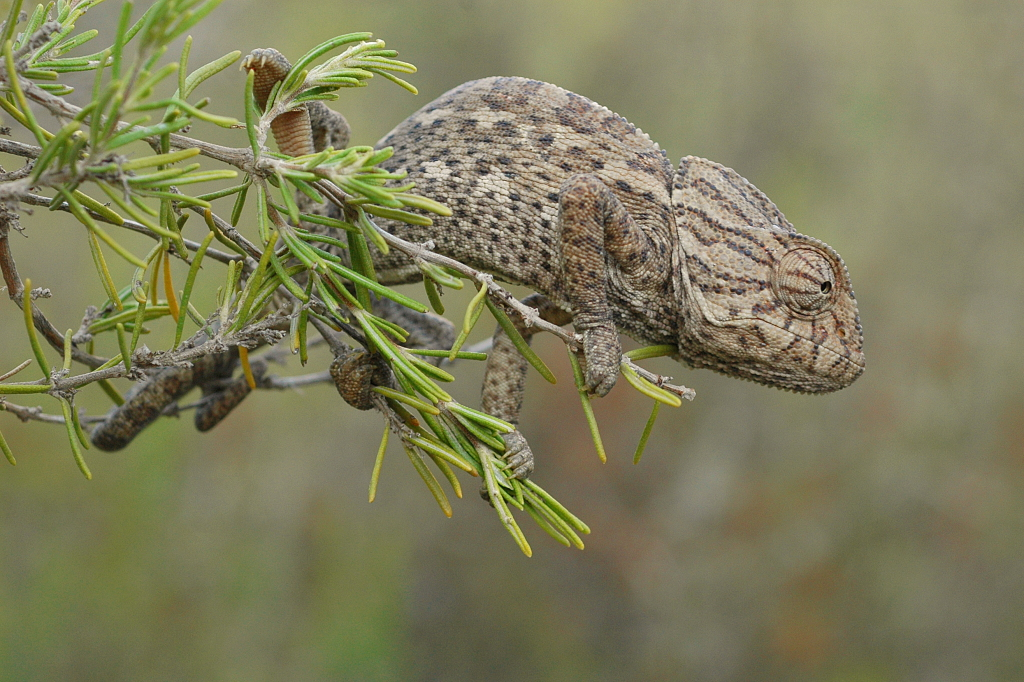
Exemplaar uit Murcia, Spanje.

Deze boombewonende hagedis wordt maximaal 40 centimeter lang en is een van de meest algemene soorten kameleons. Tevens is het de meest afgebeelde; veel mensen hebben weleens een foto gezien, het is de 'normale' kameleon zonder hoorns (in tegenstelling tot de Oost-Afrikaanse driehoornkameleon), grote stekelkammen (zoals de stekelkameleon) of extra vergroeiingen (jemenkameleon). De gewone kameleon kan ook snel van kleur veranderen, maar doet dit met name om de stemming weer te geven; de huidskleur is als het ware de gezichtsuitdrukking van de kameleon.
De kleur kan variëren van blauwgroen en groen tot bruin en bruingeel, en ook kunnen verschillende patronen worden gevormd, zoals nettekeningen, vlekken of strepen, maar deze patronen steken nooit echt af tegen de basiskleur. In de regel zijn de dieren groen als ze het naar de zin hebben, en bruin als ze geïrriteerd zijn, maar dat gaat niet altijd op, bijvoorbeeld vlak voor de paring. Wel hebben veruit de meeste exemplaren twee lichtere flankstrepen over de lengte, één op de midden-onderzijde van de flank en de andere net onder de rugkam, maar bij sommige kleurpatronen kunnen deze strepen volledig wegvallen.
Verder heeft deze soort een normale oorkwab (de flap achteraan de kop), een normale rugkam en geen keelwam of -zak. Aan iedere poot zitten vier tenen die niet erg beweeglijk zijn. De tenen hebben een soort 'vaste grijphouding' (zygodactyl) die bij het lopen erg onhandig is, maar in een boom of struik juist goed van pas komt; de kameleon kan er zich er goed mee vastklemmen aan een tak.

## Levenswijze
Het is in het grootste gedeelte van zijn areaal een bodembewonende soort die holen graaft in de buurt van oases. In Europa is het echter een klimmende soort die zich ophoudt in struikgewas.
Het voedsel bestaat uit insecten die met de lange kleeftong worden gegrepen. De gewone kameleon is een voornamelijk klimmende soort die zich ophoudt in struiken en lagere delen van bomen.
De vrouwtjes zijn eierleggend en zetten vijf tot 45 eieren af die ze begraven in de grond.

## Verspreiding en habitat

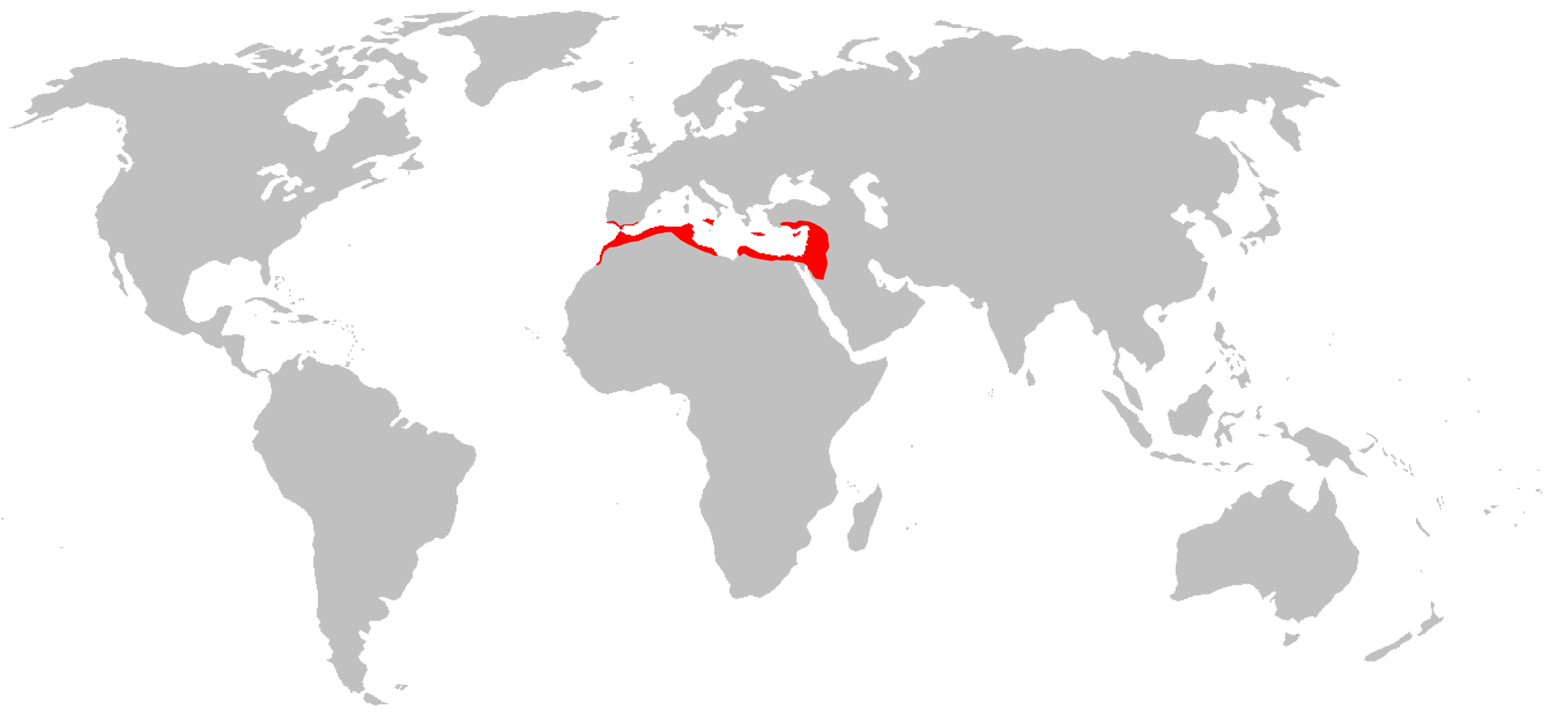
Verspreidingsgebied in het rood.

De habitat bestaat voornamelijk uit tropische en subtropische bossen en drogere scublanden, maar ook in plantages en tuinen wordt de soort gevonden. De kameleon is aangetroffen van zeeniveau tot op een hoogte van ongeveer 1850 meter boven zeeniveau.
De gewone kameleon komt voor in grote delen van zuidwestelijk Azië, Noord-Afrika en het is de enige kameleon in Europa. De kameleon leeft in de landen Griekenland, Malta, Portugal, Spanje, Turkije, Cyprus, Italië, Marokko, Algerije, Tunesië, Libië, Egypte, Jordanië, Israël, Saoedi-Arabië, Jemen, Libanon, Syrië en Irak en is geïntroduceerd op Madeira. Waarschijnlijk komt deze kameleon oorspronkelijk uit Afrika.

### Beschermingsstatus
Door de internationale natuurbeschermingsorganisatie IUCN is de beschermingsstatus 'veilig' toegewezen (Least Concern of LC).